# Expedição a Formosa
A Expedição a Formosa ou Expedição a Taiwan de 1867 foi uma expedição punitiva lançada pelos Estados Unidos contra a Ilha Formosa. A expedição foi realizada em retaliação pelo incidente de Rover, no qual o Rover, um navio mercante estadunidense, tinha sido destruído e sua tripulação massacrada por guerreiros aborígenes Paiwan em  março de 1867. A Marinha dos Estados Unidos e os Fuzileiros Navais desembarcaram no sul de Formosa e tentaram avançar na aldeia nativa. Os nativos implantaram uma quantidade significativa de guerrilha, que emboscaram, escaramuçaram, desengataram e fizeram os estadunidenses recuarem repetidamente. Posteriormente, os marines cessariam a sua busca quando seu comandante foi morto e recuariam  até o navio, devido à fadiga e exaustão pelo calor. O evento é considerado como um fracasso na história naval dos Estados Unidos. 